# Енко-Гройер, Элеонора
Элеонора Енко-Гройер (словен. Eleonora Jenko Groyer, 15 февраля 1879, Лайбах, Герцогство Крайна — 24 июня 1959, Любляна) — словенский врач, известная тем, что стала первой женщиной-врачом из словеноязычных земель.

## Ранняя жизнь и образование
Элеонора Енко родилась 15 февраля 1879 года в Любляне, тогда входившей в состав Австро-Венгрии, в высокообразованной семье. Её отцом был врач Лудвик Енко, а матерью Терезия Енко (урождённая Ленче) также была образованной женщиной, учившейся у урсулинок в Любляне и Баварии, а также прожившей год в Москве. Она помогала мужу в его практике, и пара, будучи сторонниками панславизма, принимала активное участие в словенской культурной жизни. У них было четверо детей, Элеонора была старшей из них. Все братья и сёстры получили высшее образование, среди них наиболее примечательна сестра Элеоноры Ана, которая впоследствии стала первой словенкой, получившей докторскую степень в области наук.
Элеонора Енко закончила начальную школу в школе урсулинок в Любляне. Родители планировали, что она получит высшее образование, но существующие местные школы для девочек не позволяли поступать в университеты, поэтому её отправили в Институт для девочек имени Марии Александровны в Цетине. Это решение было мотивировано пророссийской позицией её родителей и информацией о том, что в Санкт-Петербурге скоро откроется женский медицинский колледж. После окончания университета Элеонора Енко переехала в Россию, но не смогла приступить к изучению медицины, поскольку в её учебной программе до сих пор отсутствовала латынь. Вместо этого в 1897 году она поступила на философский факультет и перешла на следующий год, сдав экзамен по латыни. Её 10-семестровое обучение было прервано сначала из-за заражения тифом, а затем на два года из-за русско-японской войны, во время которой она работала в военном госпитале для женщин и детей в Москве.
Элеонора закончила обучение 14 февраля 1907 года, сдав устные и практические экзамены, и стала первой словенкой, получившей диплом врача. В декабре того же года она вышла замуж за австрийского врача и морского офицера Фридерика Гройера, у которого была медицинская практика на курорте Климковице, и начала работать его помощницей. В мае 1908 года у них родилась дочь Иоланда.

## Карьера
Более поздние записи показывают, что Енко Гройер работала неоплачиваемым врачом в государственной больнице в Любляне, имея специальное разрешение исполнительной власти, в то время как её муж переехал в Матульи. Она ассистировала при гинекологических операциях, а также провела несколько операций сама. В 1911 году Министерство внутренних дел официально признало её ученую степень и выдало ей разрешение на открытие медицинской практики, несмотря на формальное противодействие со стороны парламентской палаты представителей, но без нострификации, что означало, что ей не разрешалось подписываться как «доктор». Затем она последовала за мужем на австрийское побережье, чтобы открыть частную практику в Опатии. Её пациентами были исключительно женщины. Некоторые влиятельные жители решили поддержать её борьбу за профессиональное признание, среди них была художница Леа фон Литров.
Первое частное предприятие Элеоноры прекратило свое существование после начала Первой мировой войны, положившей конец туризму в Опатии. Енко Гройер вернулась в Любляну и занималась вакцинированием от оспы, а затем и общим медицинским обслуживанием в районе Гросупле. Её муж был призван на военную службу в Пуле. После войны она снова столкнулась с бюрократическими препятствиями в недавно образованном Королевстве Югославия. Чтобы добиться признания своего диплома, и ей пришлось сдавать дополнительные экзамены в Загребском университете. Несмотря на получение всех требуемых формальных квалификаций, ей неоднократно отказывали в приёме на государственную работу, и она была вынуждена заниматься частной практикой. В записях указано, что её муж в начале также работал в Любляне, но он исчезает из записей в конце 1920-х годов, и его дальнейшая судьба неизвестна.
Енко Гройер подрабатывала журналисткой, писала статьи для женского журнала Ženski svet и опубликовала 18 статей о женском здоровье в период с 1930 по 1935 год. Несмотря на финансовые трудности, она помогла Люблянской медицинской ассоциации, предоставив ссуду для преследуемых коллег в период, предшествовавший Второй мировой войне, а затем оказала помощь Фронту освобождения, предоставив бесплатную медицинскую помощь и пожертвовав медицинские принадлежности. После войны ей снова отказали в приёме на работу, несмотря на нехватку медицинского персонала, предположительно из-за её пророссийской ориентации. Тем не менее в 1953 году ей была назначена государственная пенсия. Она умерла в Любляне в 1959 году.